# Synaldis simplimarginata
Synaldis simplimarginata är en stekelart som beskrevs av Fischer 2003. Synaldis simplimarginata ingår i släktet Synaldis och familjen bracksteklar. Inga underarter finns listade i Catalogue of Life.